# بسام مهدي
بسام مهدي، (بالإنجليزية: Bassam Abdul Mahdi Mijbas)‏، (مواليد 30 أغسطس 1985 –)، مغني، وملحن عراقي. يُعد أحد أشهر المواهب الصاعدة في الوطن العربي، حيث حققت أغانيه مشاهدات ضخمة مثل «راح» التي تخطت مشاهداتها 21 مليون مشاهد على يوتيوب وأكثر من مليون مستمع على سبوتيفاي، وكان قد حصل على المركز الأول بمسابقة عراق ستار في دورتها الثالثة سنة 2008.

## حياته الفنية
درس الموسيقي في المعهد الموسيقي في بيروت، كما فاز بالمركز الأول بمسابقة عراق ستار في دورتها الثالثة سنة 2008، وقد شارك في برنامج «ذا فويس» في 2017 ونال إشادة من الحكام رغم عدم إستكماله المسابقة، وقام بغناء العديد من الأغاني الفردية وتلحين عدد من الأغاني مع مطربين آخرين مثل: نوال الزغبي، وهمام إبراهيم، وجوزيف عطية.

### بسام مهدي كمغني
- «ذهب كلامك ذهب»، 2013.[2]

- «اش اش»، 2014.[3]

- «شراح يتغير»، 2015.[4]
- «ارجع»، 2018.
- «ارجع مليت»، 2019.
- «راح»، 2019.[5]
- «وين»، 2020.
- «ارتاحلك»، 2020.
- «الشوق الشوق»، 2020.[6]
- «حاليا أحتاجك»، 2020.

### بسام مهدي كملحن
- «تولع»، غناء نوال الزغبي، 2017.[7]

- «من وين»، غناء همام إبراهيم، 2017.[8]
- “آني حرة”، غناء ريم الشريف، 2017.[9]
- «إنت الغالي»، غناء همام إبراهيم، 2018.[10]
- «خط أحمر»، غناء جوزيف عطية، 2020.[11][12][13]